# Emmanuel Rodocanachi
Pour les articles homonymes, voir Rodocanachi.
Emmanuel Pierre Rodocanachi, né à Paris le 5 septembre 1859 et mort le 8 janvier 1934 dans la même ville, est un homme de lettres et historien français, spécialiste de l'histoire de Rome et de la papauté.

## Biographie
Ses grands-parents étaient originaires de Chios.
Il est élu membre de l'Académie des sciences morales et politiques en 1925. Il lègue à la bibliothèque de l'Institut de France 1 400 ouvrages sur l'Italie ancienne et moderne.
Il est inhumé au cimetière de Passy (2e division).

## Principales publications
- Cola di Rienzo, histoire de Rome de 1342 à 1354 (1888)
- Le Saint-Siège et les juifs, le ghetto à Rome (1891). Réédition : Forni, Bologne, 1972.
- Courtisanes et bouffons, étude de mœurs romaines au XVIe siècle (1894)
- Les corporations ouvrières à Rome, depuis la chute de l'Empire romain (2 volumes, 1894), prix Marcelin Guérin de l’Académie française.
- Une protectrice de la Réforme en Italie et en France, Renée de France, duchesse de Ferrare (1896), prix Halphen de l'Académie française. Réédition : Slatkine, Genève, 1970.
- Bonaparte et les îles Ioniennes, un épisode des conquêtes de la République et du premier Empire (1797-1816) (1899)
- Élisa Napoléon (Baciocchi) en Italie (1900)
- Les institutions communales de Rome sous la papauté, Paris, A. Picard et fils, 1901
- Les infortunes d'une petite-fille d'Henri IV : Marguerite d'Orléans, grande-duchesse de Toscane (1645-1721) (1902)
- Le Capitole romain antique et moderne : la citadelle, les temples, le palais sénatorial, le palais des conservateurs, le musée (1904)
- La femme italienne à l'époque de la Renaissance. Sa vie privée et mondaine. Son influence sociale (1907), prix Marcelin Guérin de l'Académie française.
- Boccace, poète, conteur, moraliste, homme politique (1908)
- Le Château Saint-Ange : travaux de défense, appartements des papes, sièges, prisonniers, exécutions, le trésor (1909)
- Catalogue de la bibliothèque de M. E. Rodocanachi (1909)
- La Première Renaissance. Rome au temps de Jules II et de Léon X : la cour pontificale, les artistes et les gens de lettres, la ville et le peuple, le sac de Rome, en 1527 (1912)
- Études et fantaisies historiques (2 volumes, 1912-1919. I : Pie VII à Paris. L'origine du nom de Napoléon. Une Phèdre italienne. Une courtisane vénitienne. Un aventurier florentin. Le Premier jubilé. Les Voyageurs français à Rome. Le sifflet au théâtre. Les bêtes dans l'histoire. Les voyages dans l'Antiquité. II : La querelle des médecins et des pharmaciens. Les Médecins et astrologues italiens en France. Les Légendes relatives à Rome. Virgile dans la légende. Les courses en Italie au vieux temps. La Cour de Ferrare. Finances pontificales à la fin du XVe siècle. La fin d'une race. Grandeur et décadence d'un héros. Lettres de Foster.
- Les monuments de Rome après la chute de l'empire (1914)
- Les monuments antiques de Rome encore existants : les ponts, les murs, les voies, les enceintes de Rome, les palais, les temples, les arcs (1920)
- Histoire de Rome de 1354 à 1471. L'antagonisme entre les Romains et le Saint Siège, Paris, A. Picard, 1922.
- Byron, 1788-1824 (1924)
- Histoire de Rome : une cour princière au Vatican pendant la Renaissance : Sixte IV, Innocent VIII, Alexandre VI Borgia : 1471-1503 (1925)
- Histoire de Rome, Le pontificat de Jules II 1503-1513, Librairie Hachette, Paris, 1928.
- Histoire de Rome : le pontificat de Léon X, 1513-1521 (1931)
- Les pontificats d'Adrien VI et de Clément VII (1933)

Traductions et éditions
- Bernardo Bizoni : Aventures d'un grand seigneur italien à travers l'Europe, 1606 (1899)
- Giovanni Francesco Guidi di Bagno : Les derniers temps du siège de La Rochelle (1628), relation du nonce apostolique (1899)
- Anne-Marie-Louise d'Orléans : Un ouvrage de piété inconnu de la Grande Mademoiselle (1903)

Roman épistolaire
- Tolla la courtisane, esquisse de la vie privée à Rome en l'an du jubilé 1700 (1897)

## Distinctions
- Commandeur de la Légion d'honneur